# Calliandra tumbeziana
Calliandra tumbeziana es una especie de leguminosa en la familia Fabaceae.
Es endémica de Ecuador, y del Perú y está amenazada por pérdida de hábitat.

## Taxonomía
Calliandra tumbeziana fue descrita por James Francis Macbride  y publicado en Publications of the Field Museum of Natural History, Botanical Series 8(2): 89–90. 1930.
Etimología
Calliandra: nombre genérico derivado del griego kalli = «hermoso« y andros = «masculino», refiriéndose a sus estambres bellamente coloreados.
tumbeziana: epíteto